# اللغة الأتشومية
اللغة الأتشومية هي لغة أهل جنوب فارس، و في جميع أنحاء محافظة هرمزغان، جنوب كرمان وشرق بوشهر، وهي أيضًا منتشرة بين المهاجرين الإيرانيين من الخليج. اللغة الأتشومية هي إحدى اللهجات البهلوية القديمة للغات الفارسية في الفرع الجنوبي الغربي. وتُعرف أيضًا باسم "لارستاني"، لكن النطاق الجغرافي لها يمتد إلى ما بعد لارستان. هي لغة بهلوية فارسية ولها قواعدها الخاصة.
في الوقت الحاضر، تعتبر اللغة الأتشومية لغة مستقلة عن فرع اللغات الإيرانية الجنوبية الغربية نظرًا لوجود اختلافات كثيرة عن اللغة الفارسية القياسية. لهجات اللغة الأتشومية هي كلغة لوري الفارسية الوسطى. إنها لغة أنقى من اللغة الفارسية الحديثة بسبب مفردات العديد من الكلمات الفارسية الوسطى ولا تزال مرتبطة ارتباطًا وثيقًا بالفارسية القديمة.

## التسمیة
كلمة تشم، التي تُنطق بالفارسية مع فتح أو الكسرة، تعني ما يلي:
مصنوعة ومزينة وذات مغزى ومنظم. (انجمن آرا) (أنندراج). صنع وزينت. (ناظم الأطباء). لتنظيم. جيدة. انها واضحة.
لكن اللغة الأتشومية من اللهجات الفارسية من الفارسية الوسطى أو الفارسية البهلوية يعود تاريخها إلى العصر الساساني وأيضا الأشكانيوهي واحدة من الأصول السبعة الرئيسية للغة الفارسية الحالية. معظم سكان جنوب محافظة فارس والغرب هرمزكان يشمل مدينتي لار، غراش، بستك، عوض، خنج وأشكنان والقرى دهتل، دهفش، بئدئدشئر، بست قلات، والحرق، الهزيل والكاريان، أحمد المحمودي، بلغون، جزء من بندر لنجة تتحدث هذه اللهجة، ٠جزء من قاوبندي، رويدر، إلخ. تنتمي لغة أتشومي إلى اللغات للفرع الجنوبي الغربي من اللغات الإيرانية.
وحيث أن جميع لهجات الدولة إيراهستانالقديمة من العمر على التوالي. تجلى هذا اللهجة في مجموعة متنوعة من الطرق في المنطقة الجنوبية، ومعظم هذه الاختلافات في النطق المفردات. لهجة لهجات كثيرة. في العديد من مناطق اللهجة، يستخدمون كلمات ومفردات محددة من الآخرين من حولهم، وفي بعض الحالات يتأثرون باللغات الهندية والإنجليزية والبرتغالية والعربية، والتي تتأثر غالبًا بأفراد هذه المناطق. هناك بلدان مختلفة. لاري لهجة نظرا لوجود التاريخي لليهود لديها التحولات والانعطافات يتحدث العبرية أيضا.

## الأفعال
من مصدر اونده
| أنا جئت | ما' اُندا'م        | نحن جئنا  | اَما' اُندِم |
| أنت جئت | تا' اُندِش          | أنتم جئتم | شما اُندئ  |
| هو جاء  | هئ اُمَه(دون قاعدة) | هم جاؤوا  | هِیشو اُندِت |
| ------- | ----------------- | --------- | --------- |

## الكلمات الاتشومية
تحتوي معظم الكلمات المستخدمة في لغة أتشومي على نطق مختلف حسب المناطق المختلفة. على سبيل المثال، في بعض القرى والبلدات، يتم نطق الأفعال أولاً، وبعضها يتم نطقها O وغيرها من الأماكن يتم نطقها O. الآن قد توجد هذه الأصوات أيضًا في نهاية الكلمة أو في منتصفها. على سبيل المثال، يمكن رؤية الكلمة :أتشوم،أتشيم،أشيم،أشوم، أتشام أو في بعض الحالات قد تغير أيضًا نطق بعض الحروف.
إحدى ميزات اللغة الأتشومية هي وجود صوت في بعض لهجات هذه اللغة. هذا هو النطق المعتدل الذي يتم نطقه بالغانية (منطوقة باللغة العربية). في لهجة بيديشيري، يتم نطق الكلمة ('=الف مقصور) في الكلمة أتشا'م.

## بعض الجملات اليومية
1. هل أنت بخير؟=خش هيش؟
2. تعال إجلس عندي=بيدا' مه هد ويني
3. وينك؟=كو هيش؟
4. أهلا وسهلا=خش اومه
5. إن شاء الله=بميد از خدا
6. أحبك حبأ=بوري خاطروت مهه
7. هل تشرب ماء/شاي؟=ها'و/تشايي أده خوريش؟
8. هل تحتاج شئ؟=چی تهه؟
9. اريد أن أنام=مهه ويخه تا'م
10. روح!يد الله معك=ويتشا' أ دست خدا